# 姆里杜尔·库马尔
姆里杜尔·库马尔（英語：Mridul Kumar，1969年4月9日—），印度外交官，现任印度驻瑞士大使，曾任印度驻马来西亚高级专员、印度驻开普敦总领事等职务。

## 经历
姆里杜尔·库马尔生于1969年4月9日。
2023年6月19日出任印度驻瑞士大使。

## 個人生活
姆里杜尔·库马尔會說印地语、英语和阿拉伯语。他热爱徒步旅行（2009年曾带领一個前往冈仁波齐峰-瑪旁雍錯的朝聖團隊）。喜欢板球、绘画、烹饪和音乐。
库马尔與已故妻子苏米塔·戈亚尔（Sumita Goyal）育有两女。